# 966

## Události
- přijetí křesťanství v Polsku Měškem I.

## Úmrtí
- 4. srpna – italský král Berengar II.

## Hlavy států
- České knížectví – Boleslav I.
- Papež – Jan XIII.
- Svatá říše římská – Ota I. Veliký
- Anglické království – Edgar
- Skotské království – Dubh
- Polské knížectví – Měšek I.
- Východofranská říše – Ota I. Veliký
- Západofranská říše – Lothar I.
- Uherské království – Takšoň
- První bulharská říše – Petr I. Bulharský
- Byzanc – Nikeforos II.